# Gāhanbār
Les Gāhanbār sont des génies ou des dieux du calendrier zoroastrien. 

## Description
Ils sont au nombre de six et représentent les intervalles durant lesquels Ahura Mazda se reposa durant la création du monde. Les six fêtes éponymes qui leur sont consacrées durent chacune cinq jours :
- Maidyozarem Gahambar, 30 avril-4 mai
- Maidyoshahem Gahambar, 29 juin-3 juillet
- Paitishahem Gahambar, 12-16 septembre
- Ayathrem Gahambar, 12-16 octobre
- Maidyarem Gahambar, 31 décembre-4 janvier
- Hamaspathmaidyem Gahambar, 16-20 mars[2]

Ils sont parfois identifiés aux Amesha Spenta,.